# Canton de Peyriac-Minervois
Le canton de Peyriac-Minervois est une ancienne division administrative française située dans le département de l'Aude.

## Géographie
Ce canton était organisé autour de Peyriac-Minervois dans l'arrondissement de Carcassonne. Son altitude variait de 39 m (Azille) à 1 187 m (Castans) pour une altitude moyenne de 196 m.
Le canton, limitrophe de l'Hérault et du Tarn, compte 13 049 hab., 16 communes, 27 757 ha dont 6 297 de bois et garrigues. Il participe largement au vignoble du Minervois. Sa partie méridionale est dans la plaine de l'Aude, dont il frôle à peine le cours tout au SE, et les premières collines au pied de la Montagne Noire. Sa partie supérieure est dans la montagne, au relief très accidenté, et monte jusqu'aux abords du pic de Nore. La plupart des communes ont connu un maximum de peuplement dans les années 1920-1930 (quelques-unes dans les années 1880) et ont un peu décliné ensuite, puis à peine maintenu leur niveau après 1950.

## Composition
Le canton de Peyriac-Minervois regroupait seize communes
| Nom                           | Code Insee | Intercommunalité     | Superficie (km2) | Population (dernière pop. légale) | Densité (hab./km2) |
| ----------------------------- | ---------- | -------------------- | ---------------- | --------------------------------- | ------------------ |
| Peyriac-Minervois (chef-lieu) | 11286      | CA Carcassonne Agglo | 10,19            | 1 136 (2014)                      | 111                |
| Aigues-Vives                  | 11001      | CA Carcassonne Agglo | 10,21            | 552 (2014)                        | 54                 |
| Azille                        | 11022      | CA Carcassonne Agglo | 23,33            | 1 159 (2014)                      | 50                 |
| Cabrespine                    | 11056      | CA Carcassonne Agglo | 17,56            | 169 (2014)                        | 9,6                |
| Castans                       | 11075      | CA Carcassonne Agglo | 17,01            | 108 (2014)                        | 6,3                |
| Caunes-Minervois              | 11081      | CA Carcassonne Agglo | 27,84            | 1 664 (2014)                      | 60                 |
| Citou                         | 11092      | CA Carcassonne Agglo | 17,34            | 82 (2014)                         | 4,7                |
| La Redorte                    | 11190      | CA Carcassonne Agglo | 13,49            | 1 118 (2014)                      | 83                 |
| Laure-Minervois               | 11198      | CA Carcassonne Agglo | 39,23            | 1 080 (2014)                      | 28                 |
| Lespinassière                 | 11200      | CA Carcassonne Agglo | 16,24            | 128 (2014)                        | 7,9                |
| Pépieux                       | 11280      | CA Carcassonne Agglo | 9,85             | 1 050 (2014)                      | 107                |
| Puichéric                     | 11301      | CA Carcassonne Agglo | 13,21            | 1 154 (2014)                      | 87                 |
| Rieux-Minervois               | 11315      | CA Carcassonne Agglo | 21,19            | 2 019 (2014)                      | 95                 |
| Saint-Frichoux                | 11342      | CA Carcassonne Agglo | 6,33             | 244 (2014)                        | 39                 |
| Trausse                       | 11396      | CA Carcassonne Agglo | 10,70            | 504 (2014)                        | 47                 |
| Villeneuve-Minervois          | 11433      | CA Carcassonne Agglo | 23,85            | 1 044 (2014)                      | 44                 |

## Représentation

### conseillers généraux de 1833 à 2015
| Période | Période                                               | Identité                             | Étiquette           | Qualité |
| ------- | ----------------------------------------------------- | ------------------------------------ | ------------------- | --- |
| 1833    | 1842                                                  | Joseph-Charles Mathieu de La Redorte | Opposition libérale | Militaire Député de l'Aude (1834→1842, 1849→1851, 1871→1876) |
| 1842    | 1848                                                  | Jacques-Marc-Léon Rambaud            |                     | Maréchal de camp, propriétaire à Rieux-Minervois |
| 1848    | 1858                                                  | Eugène Jouy                          | Parti de l'ordre    | Propriétaire Maire de Carcassonne Député de l'Aude (1849→1851)                                                                                                  |
| 1858    | 1871                                                  | Hippolyte Fortanier                  |                     | Médecin et propriétaire Maire de Cabrespine puis de Caunes-Minervois                                                                                            |
| 1871    | 1877                                                  | Casimir Grimes                       | Républicain         | Propriétaire Maire de Caunes-Minervois |
| 1877    | 1883                                                  | Eugène Peyrusse (1820→1906)          | Bonapartiste        | Avocat Ancien député (1864→1870) Maire de Narbonne (1860) Propriétaire à Névian                                                                                 |
| 1883    | 1889                                                  | Émile Viven                          | Bonapartiste        | Avocat à Carcassonne |
| 1889    | 1890 (décès)                                          | Camille Devilla                      | Républicain         | Médecin Maire de Peyriac-Minervois |
| 1890    | 1899 (décès)                                          | Henri Bernard                        | Républicain         | Percepteur dans l'Ain, maire de Trausse, conseiller d'arrondissement                                                                                            |
| 1899    | 1907                                                  | Paul Despujols                       | Rad.                | Propriétaire, juge de paix Maire de Laure |
| 1907    | 1907 (démission, opte pour le Canton de Mas-Cabardès) | Ernest Ferroul                       | Socialiste          | Médecin Maire de Narbonne |
| 1907    | 1913                                                  | Antoine Poussines                    | Rad.puis Soc.ind.   | Propriétaire Maire de Pépieux Conseiller d'arrondissement |
| 1913    | 1940                                                  | Henri Gout                           | Rad.                | Médecin Maire de Citou, Député de l'Aude (1928→1940) |
|         |                                                       |                                      |                     | |
| 1942    | 1945                                                  | Henri Simon (1885-1954)              |                     | Président de la délégation spéciale d'Azille Nommé conseiller départemental en 1942                                                                             |
|         |                                                       |                                      |                     | |
| 1945    | 1949                                                  | Henri Gout                           | Rad.                | Médecin Ancien député Maire de Carcassonne (1944→1947) |
| 1949    | 1973                                                  | Louis Liabot                         | SFIO puis PS        | Viticulteur-pépiniériste Maire de La Redorte |
| 1973    | 1992                                                  | Gaston Cazanave                      | PS                  | Viticulteur Maire de Caunes-Minervois |
| 1992    | 1998                                                  | Pierre Destrem                       | UMP                 | Industriel Député suppléant de Gérard Larrat (1993→1997) Maire de Rieux-Minervois (1989→2020)                                                                   |
| 1998    | 2011                                                  | Jean-José Francisco                  | PS                  | Médecin Maire de Caunes-Minervois (1995→2008) |
| 2011    | 2015                                                  | Alain Giniès                         | PS                  | Vigneron Maire de Villeneuve-Minervois depuis 2001 Ancien Président de la Communauté de Communes du Haut-Minervois Elu en 2015 dans le canton du Haut-Minervois |

### Conseillers d'arrondissement (de 1833 à 1940)
| Période                                  | Période          | Identité          | Étiquette   | Qualité |
| ---------------------------------------- | ---------------- | ----------------- | ----------- | --- |
| 1833                                     |                  | M. Vallette       |             | Avocat Maire de Cabrespine                                                                                  |
|                                          |                  |                   |             | |
| 1889                                     | 1890 (démission) | Henri Bernard     | Républicain | Maire de Trausse                                                                                            |
| 1898                                     | 1907             | Antoine Poussines | Radical     | Propriétaire Maire de Pépieux                                                                               |
| 1907                                     |                  | M. Raffit         | Radical     | |
|                                          |                  |                   |             | |
| 1922                                     | 1940             | Gratien Rivet     | Radical     | Propriétaire à Rieux-Minervois                                                                              |
| 1940                                     |                  |                   |             | Les conseils d'arrondissement ont été suspendus par la loi du 12 octobre 1940 et n'ont jamais été réactivés |
| Les données manquantes sont à compléter. |                  |                   |             | |

## Démographie
| 1962   | 1968   | 1975   | 1982   | 1990   | 1999   | 2006   | 2011   | 2012   |
| ------ | ------ | ------ | ------ | ------ | ------ | ------ | ------ | ------ |
| 12 996 | 13 197 | 12 332 | 12 289 | 12 164 | 12 140 | 12 386 | 13 049 | 13 120 |